# 蔡侑玎
蔡侑玎（：／ Chae Yoo Jung，1995年5月9日—），出生於釜山廣域市，韓国女子羽毛球運動員，现为仁川国际机场羽球隊成员。其母親為韓国羽毛球運動員金福仙。

## 選手生涯
蔡侑玎曾於2012年7月12日及2013年12月5日，在世界青少年排名登顶混雙第一及女雙第一
2011年10月，蔡侑玎代表韩國隊出戰在台灣桃園縣舉行的世界青年羽毛球錦標賽。在率先進行的混合团体赛中，韩國队取得银牌；而在混雙賽事中，蔡侑玎与催率圭在準決賽以0比2（18-21、13-21）不敌印尼的阿尔弗兰·埃科·普拉塞特亚/格罗里亚·埃马努埃莱·维德佳佳，赢得了季军。
2012年6月，蔡侑玎再次代表韩國隊出戰在韩国慶尚北道金泉市舉行的亚洲青年羽毛球錦標賽，在率先進行的混合团体赛中，韩國队取得铜牌。在女雙方面，蔡侑玎与金志垣在半準決賽以1比2 （21-13、19-21、18-21）不敌马来西亚的鄒美君/李明艷，止步于八强。在混双赛事中，她再度与催率圭携手，在决赛中击败了中国组合，夺得冠军。
同年10月，她再次出戰日本千葉縣舉行的世界青年羽毛球錦標賽在率先進行的混合团体赛中，韩國队取得铜牌；她连续两届与金志垣搭档女雙，便于首圈不敌中国组合。而混双方面，以0比2 （17-21、13-21）不敌印尼的阿尔弗兰·埃科·普拉塞特亚/谢拉·德维·奥莉亚。
2013年7月，蔡侑玎再度代表韩國隊出戰在马来西亚沙巴州亞庇市舉行的亚洲青年羽毛球錦標賽，在率先進行的混合团体赛中，韩國队取得银牌；在混雙赛事中，她与催率圭在决赛中打败了中国组合，成功地卫冕混双冠军。
同年10月，她再次出戰在泰國曼谷舉行的世界青年羽毛球錦標賽，在率先進行的混合团体赛中，韩國队取得金牌；在女雙方面，她三度与金志垣搭配，終於打进決賽，击败了中国组合，加冕女双冠军。而混双方面，她与蔡侑玎在準決賽中不敌中国组合，但她也成为了本届世青赛上的「双冠王」得主。
2013年12月，蔡侑玎与催率圭携手出戰越南羽毛球大獎賽。在混双决赛中，面对赛会3号种子、中華台北的廖敏竣/陳曉歡，激战三局以2比1（22-20、19-21、21-14）击敗对手，同时也是俩人合作以来的第一个成年赛冠军。

### 2015年
2015年1月，蔡侑玎分别与金志垣和催率圭合作出戰泰國羽毛球國際挑戰賽。在女双方面，迎战了赛会头号种子、东道主的当甲农·阿伦革颂/恭差拉·沃拉威七猜恭，直落二局以0比2 （17-21、19-21）不敌对手。而混双方面，在决赛中以2比1 （18-21、21-19、21-12）逆转了马来西亚的陳致佃/賴潔敏，初次夺得國際系列賽的冠军。
2015年9月，蔡侑玎与金昭映出戰日本羽毛球超級賽。首圈，激战三局以2比1 （21-18、16-21、21-10）拿下队友鄭景銀/申昇瓚。次圈，面對拥有主场优势的东道主、赛会7号种子日本强档垣岩令佳/前田美順，直落二局横扫对手出局。八强中，强势大比分爆冷击败赛会次号種子的中国组合。但在四强中，遭遇另一中国组合时，二局均不敌对手，首次创下俩人在超级赛的四强佳绩。
2015年11月，蔡侑玎与申白喆出戰香港羽毛球超級賽。首圈，爆出冷门以2比0 （21-9、21-15）轻取赛会6号种子、英格兰夫妻档的克里斯·爱德考克/加布里·爱德考克。次圈，上演「韩羽内战」。最终以2比0（21-13、22-20）力压队友金基正/申昇瓚。八强中，以2比1（14-21、21-10、21-17）逆转了日本的數野健太/栗原文音。但在四强中，一路打进的它们不敌中国组合，但這也是它们這組搭配创下的最好成绩。
同月，蔡侑玎与申白喆接著出戰澳門羽毛球黃金大獎賽。在混双决赛中，迎戰队友催率圭/嚴惠媛，前者将赛会7号种子、印尼的罗纳德·亚历山大/梅拉蒂·达伊瓦·奥克塔维亚尼给击退，为韩国队提前包揽冠亚军决赛权。双方展开较量，最终以2比0（21-18、21-13）轻取取胜，这也是俩人合作以来的第一个冠军。

### 2016年
2016年9月，蔡侑玎与金昭映携手出戰印尼羽毛球大師賽。在女双决赛中，面对赛会3号种子、泰国头号组合的宗功攀·吉迪特拉恭/拉温达·巴宗哉，以2比0（21-18、22-20、21-14）力克对手，同时也是俩人合作以来的第一个冠军。
2016年11月，蔡侑玎与催率圭出戰中國羽毛球首要超級賽。它们俩人一路从首圈直到四强中曾击败过世界前五名组合，让外界看到了这对韩国组合的崛起，是高成炫/金荷娜之后的韩羽混双新势力。但在四强中，面对赛会2号种子、奥运冠军组兼印尼头号王牌的通托维·艾哈迈德/利利亚纳·纳西尔，无论是经验或是细腻度都与对手有着一段差距。最终，以0比2 （17-21、23-25）不敌对手，但俩人的表现可圈可点。其后的香港羽毛球超級賽，在準决赛中遭遇印尼次号组合的普拉文·乔丹/戴比·苏珊托以1比2（21-19、18-21、18-21）输了比赛让对手成功地报回一箭之仇。

### 2017年
2017年5月，蔡侑玎入选韩国队蘇迪曼盃的混双主力名单。在小组赛中，她与催率圭携手战胜了俄罗斯的叶夫根尼·德雷明/叶夫根尼亚·迪莫娃。但在对阵中華台北的王齊麟/李佳馨时，遭到逆转以1比2 （21-11、18-21、16-21）吃下败仗，結果韩国队以2比3不敌中華台北队，只能以小組第二名出线。在淘汰賽的準決賽中，以0比2（16-21、12-21）不敌泰国混双主力德差蓬·保乌拉努科/沙西丽·德拉达那猜，但全隊还是以总比分 3:1 力压泰国队。然而，在决赛中对阵中国队，韩国教练依然派出了他们，結果贏了混双这一點，帮助韩国队夺回苏迪蔓杯团体赛冠军。。這屆韩国队成員大换血，為了锻炼年轻选手，柳延星和金基正这两名男双主力以及女双主力申昇瓚並未入選。
2017年6月，蔡侑玎与金昭映再度携手出戰中華台北羽球公開賽。首圈，直落二局以2比0 （21-7、21-13）轻取中華台北的張雯媛/張育瑄。次圈，再次以2比0 （21-9、21-11）横扫中華台北的李瑋慈/游旻儒。八强中，硬碰赛会3号种子、马来西亚的林芸如/葉錚雯，激战三局以2比1 （17-21、21-12、21-15）击败了对手。四强中，迎来了日本新秀组合的松本麻佑/永原和可那，以2比0 （21-19、21-13）完胜了对方。决赛中，上演「韩羽内战」的角逐，最终表现强势以2比0（21-12、21-11）拿下队友的金慧麟/柳海媛，赢得了她们的第二个成年赛冠军。值得一提的是在準决赛四席中，韩国女双占据了三席，展现了堅强的实力。
2017年8月，蔡侑玎參加在苏格兰格拉斯哥舉行的世界羽毛球錦標賽，她和金昭映出戰女子双打項目。她們以12號種子身分出戰，故在首圈輪空；在次圈以2比0（21-13、21-14）横扫香港的吳芷柔/楊雅婷。在第三圈，以1-2（21-18、12-21、20-22）不敌赛会3號種子韩国同胞張藝娜/李紹希，16强止步。

### 2018年
2018年5月，蔡侑玎与徐承宰出戰紐西蘭羽毛球公開賽。在混双决赛中，面对赛会3号种子、中華台北的王齊麟/李佳馨，双方展开激烈地对抗，最终以1比2 （19-21、21-14、19-21）不敌对手。但在这之前，这对韩国新老组合曾把赛会头号种子、泰国的德差蓬·保乌拉努科/沙西丽·德拉达那猜给拉下马，俩人的实力都具备了挤进世界前五的资格。
同月，蔡侑玎与徐承宰接著出戰澳洲羽毛球公開賽。在混双决赛中，面对赛会7号种子、奥运亚军大马组合的陳炳順/吳柳螢，表现更为出色，以2比0 （21-12、23-21）力挫对手，赢得俩人合作的第一个冠军。

## 主要比賽成績
只列出曾進入準決賽的國際賽事成績：
| 年份   | 賽事                     | 公開賽級別 | 項目     | 搭檔         | 成績   |
| ------ | ------------------------ | ---------- | -------- | ------------ | ------ |
| 2011年 | 世界青年羽毛球錦標賽     | 其他       | 混合團體 | －           | 亞軍   |
| 2011年 | 世界青年羽毛球錦標賽     | 其他       | 混合雙打 | 催率圭       | 準決賽 |
| 2012年 | 亞洲青年羽毛球錦標賽     | 其他       | 混合團體 | －           | 準決賽 |
| 2012年 | 亞洲青年羽毛球錦標賽     | 其他       | 混合雙打 | 催率圭       | 冠軍   |
| 2012年 | 世界青年羽毛球錦標賽     | 其他       | 混合團體 | －           | 準決賽 |
| 2013年 | 亞洲青年羽毛球錦標賽     | 其他       | 混合團體 | －           | 亞軍   |
| 2013年 | 亞洲青年羽毛球錦標賽     | 其他       | 女子雙打 | 金志垣       | 準決賽 |
| 2013年 | 亞洲青年羽毛球錦標賽     | 其他       | 混合雙打 | 催率圭       | 冠軍   |
| 2013年 | 東亞運動會羽毛球比賽     | 其他       | 女子雙打 | 金志垣       | 銅牌   |
| 2013年 | 東亞運動會羽毛球比賽     | 其他       | 混合雙打 | 催率圭       | 銅牌   |
| 2013年 | 世界青年羽毛球錦標賽     | 其他       | 混合團體 | －           | 冠軍   |
| 2013年 | 世界青年羽毛球錦標賽     | 其他       | 女子雙打 | 金志垣       | 冠軍   |
| 2013年 | 世界青年羽毛球錦標賽     | 其他       | 混合雙打 | 催率圭       | 準決賽 |
| 2013年 | 韓國羽毛球黃金大獎賽     | 黃金大獎賽 | 女子雙打 | 金志垣       | 準決賽 |
| 2013年 | 澳門羽毛球黃金大獎賽     | 黃金大獎賽 | 混合雙打 | 催率圭       | 亞軍   |
| 2013年 | 越南羽毛球大獎賽         | 大獎賽     | 混合雙打 | 催率圭       | 冠軍   |
| 2014年 | 大阪羽毛球國際挑戰賽     | 國際挑戰賽 | 混合雙打 | 催率圭       | 亞軍   |
| 2015年 | 泰國羽毛球國際挑戰賽     | 國際挑戰賽 | 女子雙打 | 金志垣       | 亞軍   |
| 2015年 | 泰國羽毛球國際挑戰賽     | 國際挑戰賽 | 混合雙打 | 催率圭       | 冠軍   |
| 2015年 | 馬來西亞羽毛球大師賽     | 黃金大獎賽 | 女子雙打 | 金志垣       | 準決賽 |
| 2015年 | 中華台北羽球黃金大獎賽   | 黃金大獎賽 | 混合雙打 | 申白喆       | 亞軍   |
| 2015年 | 越南羽毛球大獎賽         | 大獎賽     | 混合雙打 | 催率圭       | 亞軍   |
| 2015年 | 日本羽毛球超級賽         | 超級賽     | 女子雙打 | 金昭映       | 準決賽 |
| 2015年 | 韓國羽毛球大師賽         | 大獎賽     | 混合雙打 | 申白喆       | 亞軍   |
| 2015年 | 香港羽毛球超級賽         | 超級賽     | 混合雙打 | 申白喆       | 準決賽 |
| 2015年 | 澳門羽毛球黃金大獎賽     | 黃金大獎賽 | 混合雙打 | 申白喆       | 冠軍   |
| 2016年 | 印度羽毛球黃金大獎賽     | 黃金大獎賽 | 混合雙打 | 申白喆       | 準決賽 |
| 2016年 | 德國羽毛球黃金大獎賽     | 黃金大獎賽 | 混合雙打 | 申白喆       | 亞軍   |
| 2016年 | 紐西蘭羽毛球黃金大獎賽   | 黃金大獎賽 | 混合雙打 | 申白喆       | 準決賽 |
| 2016年 | 亞洲羽毛球錦標賽         | 其他       | 混合雙打 | 申白喆       | 季軍   |
| 2016年 | 印尼羽毛球大師賽         | 黃金大獎賽 | 女子雙打 | 金昭映       | 冠軍   |
| 2016年 | 中國羽毛球首要超級賽     | 首要超級賽 | 混合雙打 | 催率圭       | 準決賽 |
| 2016年 | 香港羽毛球超級賽         | 超級賽     | 混合雙打 | 催率圭       | 準決賽 |
| 2016年 | 韓國羽毛球大師賽         | 大獎賽     | 女子雙打 | 金昭映       | 亚軍   |
| 2016年 | 韓國羽毛球大師賽         | 大獎賽     | 混合雙打 | 催率圭       | 準決賽 |
| 2017年 | 亞洲羽毛球混合團體錦標賽 | 其他       | 混合團體 | －           | 亞軍   |
| 2017年 | 蘇迪曼盃                 | 其他       | 混合團體 | －           | 冠軍   |
| 2017年 | 中華台北羽球公開賽       | 黃金大獎賽 | 女子雙打 | 金昭映       | 冠軍   |
| 2017年 | 中華台北羽球公開賽       | 黃金大獎賽 | 混合雙打 | 催率圭       | 準決賽 |
| 2017年 | 加拿大羽毛球大獎賽       | 大獎賽     | 女子雙打 | 金昭映       | 準決賽 |
| 2017年 | 加拿大羽毛球大獎賽       | 大獎賽     | 混合雙打 | 催率圭       | 亞軍   |
| 2017年 | 美國羽毛球黃金大獎賽     | 黃金大獎賽 | 女子雙打 | 金昭映       | 準決賽 |
| 2017年 | 韓國羽毛球大師賽         | 大獎賽     | 混合雙打 | 催率圭       | 亞軍   |
| 2018年 | 德國羽毛球公開賽         | 超級300賽  | 混合雙打 | 催率圭       | 準決賽 |
| 2018年 | 紐西蘭羽毛球公開賽       | 超級300賽  | 混合雙打 | 徐承宰       | 亞軍   |
| 2018年 | 澳洲羽毛球公開賽         | 超級300賽  | 女子雙打 | 金慧貞       | 準決賽 |
| 2018年 | 澳洲羽毛球公開賽         | 超級300賽  | 混合雙打 | 徐承宰       | 冠軍   |
| 2018年 | 韓國羽毛球公開賽         | 超級500賽  | 混合雙打 | 徐承宰       | 準決賽 |
| 2018年 | 丹麥羽毛球公開賽         | 超級750賽  | 混合雙打 | 徐承宰       | 準決賽 |
| 2018年 | 法國羽毛球公開賽         | 超級750賽  | 混合雙打 | 徐承宰       | 亞軍   |
| 2018年 | 中國福州羽毛球公開賽     | 超級750賽  | 女子雙打 | 金昭映       | 準決賽 |
| 2019年 | 西班牙羽毛球大師賽       | 超級300賽  | 混合雙打 | 徐承宰       | 冠軍   |
| 2019年 | 德國羽毛球公開賽         | 超級300賽  | 混合雙打 | 徐承宰       | 冠軍   |
| 2019年 | 中華台北羽毛球公開賽     | 超級300賽  | 混合雙打 | 徐承宰       | 亞軍   |
| 2019年 | 中國羽毛球公開賽         | 超級1000賽 | 混合雙打 | 徐承宰       | 準決賽 |
| 2019年 | 韓國羽毛球公開賽         | 超級500賽  | 混合雙打 | 徐承宰       | 準決賽 |
| 2019年 | 丹麥羽毛球公開賽         | 超級750賽  | 混合雙打 | 徐承宰       | 準決賽 |
| 2020年 | 全英羽毛球公開賽         | 超級1000賽 | 混合雙打 | 徐承宰       | 準決賽 |
| 2020年 | YONEX泰國羽毛球公開賽    | 超級1000賽 | 混合雙打 | 徐承宰       | 準決賽 |
| 2020年 | TOYOTA泰國羽毛球公開賽   | 超級1000賽 | 混合雙打 | 徐承宰       | 亞軍   |
| 2020年 | 世界羽聯世界巡迴賽總決賽 | 總決賽     | 混合雙打 | 徐承宰       | 亞軍   |
| 2021年 | 蘇迪曼盃                 | 其他       | 混合團體 | －           | 季軍   |
| 2021年 | 優霸盃                   | 其他       | 女子團體 | －           | 季軍   |
| 2022年 | 印尼羽毛球大師賽         | 超級500賽  | 混合雙打 | 徐承宰       | 準決賽 |
| 2022年 | 印尼羽毛球公開賽         | 超級1000賽 | 混合雙打 | 徐承宰       | 準決賽 |
| 2022年 | 澳洲羽毛球公開賽         | 超級300賽  | 混合雙打 | 徐承宰       | 冠軍   |
| 2023年 | 泰國羽毛球大師賽         | 超級300賽  | 混合雙打 | 徐承宰       | 亞軍   |
| 2023年 | 全英羽毛球公開賽         | 超級1000賽 | 混合雙打 | 徐承宰       | 亞軍   |
| 2023年 | 蘇迪曼盃                 | 其他       | 混合團體 | －           | 亞軍   |
| 2023年 | 馬來西亞羽毛球大師賽     | 超級500賽  | 混合雙打 | 徐承宰       | 準決賽 |
| 2023年 | 澳洲羽毛球公開賽         | 超級500賽  | 混合雙打 | 徐承宰       | 準決賽 |
| 2023年 | 世界羽毛球錦標賽         | 其他       | 混合雙打 | 徐承宰       | 冠軍   |
| 2023年 | 中國羽毛球公開賽         | 超級1000賽 | 混合雙打 | 徐承宰       | 冠軍   |
| 2023年 | 亞洲運動會羽毛球比賽     | 其他       | 女子團体 | －           | 金牌   |
| 2023年 | 亞洲運動會羽毛球比賽     | 其他       | 混合雙打 | 徐承宰       | 銅牌   |
| 2023年 | 丹麥羽毛球公開賽         | 超級750賽  | 混合雙打 | 徐承宰       | 準決賽 |
| 2023年 | 韓國羽毛球大師賽         | 超級300賽  | 混合雙打 | 徐承宰       | 冠軍   |
| 2023年 | 日本熊本羽毛球大師賽     | 超級500賽  | 混合雙打 | 徐承宰       | 準決賽 |
| 2023年 | 中國羽毛球大師賽         | 超級750賽  | 混合雙打 | 徐承宰       | 亞軍   |
| 2023年 | 世界羽聯世界巡迴賽總決賽 | 總決賽     | 混合雙打 | 徐承宰       | 準決賽 |
| 2024年 | 法國羽毛球公開賽         | 超級750賽  | 混合雙打 | 徐承宰       | 亞軍   |
| 2024年 | 亞洲羽毛球錦標賽         | 其他       | 混合雙打 | 徐承宰       | 亞軍   |
| 2024年 | 新加坡羽毛球公開賽       | 超級750賽  | 混合雙打 | 徐承宰       | 準決賽 |
| 2024年 | 奧林匹克運動會羽毛球比賽 | 其他       | 混合雙打 | 徐承宰       | 殿軍   |
| 2025年 | 奧爾良羽毛球大師賽       | 超級300賽  | 混合雙打 | Lee Jong Min | 準決賽 |
| 2025年 | 全英羽毛球公開賽         | 超級1000賽 | 混合雙打 | Lee Jong Min | 準決賽 |
| 2025年 | 蘇迪曼盃                 | 其他       | 混合團体 | －           | 亞軍   |

| 2007-2017年 | 首要超級賽 | 超級賽 | 黃金大獎賽 | 大獎賽 | 國際挑戰賽 | 國際系列賽 | 未來系列賽 | 其他 |

| 2018-2026年 | 總決賽 | 超級1000賽 | 超級750賽 | 超級500賽 | 超級300賽 | 超級100賽 | 國際挑戰賽 | 國際系列賽 | 未來系列賽 | 其他 |

### 世界冠軍頭銜
蔡侑玎在羽毛球生涯中共奪得2項羽毛球世界冠軍頭銜。
| 賽事             | 奪冠次數 | 年份               |
| ---------------- | -------- | ------------------ |
| 世界羽毛球錦標賽 | 1        | 2023年（混合雙打） |
| 蘇迪曼盃         | 1        | 2017年（混合團體） |
| 總計             | 2        |                    |

### 奧運會和世錦賽參賽紀錄
|          | 搭檔   | 2017 | 2018 | 2019 | 2020 | 2021 | 2022 | 2023 | 2024 |
| -------- | ------ | ---- | ---- | ---- | ---- | ---- | ---- | ---- | ---- |
| 女子雙打 | 金昭映 | 16強 | －   | －   | －   | －   | －   | －   | －   |
|          |        |      |      |      |      |      |      |      |      |
| 混合雙打 | 催率圭 | 16強 | －   | －   | －   | －   | －   | －   | －   |
| 混合雙打 | 徐承宰 | －   | －   | 8強  | 8強  | －   | 8強  | 冠軍 | 殿軍 |

## 主要对賽记录
蔡侑玎與主要對手的對賽成績如下，截至2019年1月31日：
混雙 - 催率圭
| 對手          | 對賽次數 | 對賽結果 | 對賽結果 | 總計 |
| 對手          | 對賽次數 | 勝       | 負       | 總計 |
| ------------- | -------- | -------- | -------- | ---- |
| 徐承宰 金荷娜 | 4        | 1        | 3        | -2   |
| 金元昊 申昇瓚 | 2        | 1        | 1        | 0    |

| 對手                            | 對賽次數 | 對賽結果 | 對賽結果 | 總計 |
| 對手                            | 對賽次數 | 勝       | 負       | 總計 |
| ------------------------------- | -------- | -------- | -------- | ---- |
| 鲁恺 黄雅琼                     | 6        | 3        | 3        | 0    |
| 普拉文·乔丹 戴比·苏珊托         | 5        | 3        | 2        | -1   |
| 通托维·艾哈迈德 利利亚纳·纳西尔 | 3        | 0        | 3        | -3   |
| 垰畑亮太 米元小春               | 2        | 2        | 0        | +2   |
| 曾敏豪 胡綾芳                   | 2        | 2        | 0        | +2   |
| 李洋 許雅晴                     | 2        | 2        | 0        | +2   |
| HO Wai Lun 袁倩瀅               | 2        | 2        | 0        | +2   |
| 博丁·伊沙拉 沙威丽·阿米达拜     | 2        | 1        | 1        | 0    |
| 王齊麟 李佳馨                   | 2        | 2        | 0        | -2   |
| 吳順發 賴潔敏                   | 2        | 0        | 2        | -2   |

混雙 - 徐承宰
| 對手          | 對賽次數 | 對賽結果 | 對賽結果 | 總計 |
| 對手          | 對賽次數 | 勝       | 負       | 總計 |
| ------------- | -------- | -------- | -------- | ---- |
| 金元昊 李幽琳 | 1        | 1        | 0        | +1   |
| 催率圭 金荷娜 | 1        | 1        | 0        | +1   |

| 對手                                                | 對賽次數 | 對賽結果 | 對賽結果 | 總計 |
| 對手                                                | 對賽次數 | 勝       | 負       | 總計 |
| --------------------------------------------------- | -------- | -------- | -------- | ---- |
| 德差蓬·保烏拉努科 沙西麗·德拉達那猜                 | 5        | 3        | 2        | +1   |
| 陈炳顺 吳柳螢                                       | 3        | 2        | 1        | +1   |
| 鄧俊文 謝影雪                                       | 2        | 2        | 2        | 0    |
| 阿尔弗兰·埃科·普拉塞特亚 马尔什埃拉·吉斯卡·伊斯拉米 | 2        | 2        | 0        | +2   |
| 马库斯·埃利斯 劳伦·史密斯                           | 2        | 1        | 1        | 0    |
| 渡邊勇大 東野有紗                                   | 2        | 1        | 1        | 0    |
| 吳順發 賴潔敏                                       | 1        | 1        | 0        | +1   |
| 陈堂杰 白燕薇                                       | 1        | 1        | 0        | +1   |
| 里奇·卡兰达·苏华迪 戴比·苏珊托                      | 1        | 1        | 0        | +1   |
| 欧烜屹 曹彤威                                       | 1        | 1        | 0        | +1   |
| 王齊麟 李佳馨                                       | 1        | 1        | 0        | +1   |
| 克里斯·爱德考克 加布里·爱德考克                     | 1        | 1        | 0        | +1   |
| 马蒂亚斯·克里斯蒂安森 克里斯汀娜·彼德森             | 1        | 1        | 0        | +1   |
| 萨维克赛拉吉·兰基雷迪 阿什维尼·蓬纳帕               | 1        | 1        | 0        | +1   |
| 罗南·拉巴尔 奥德丽·米特莱尔泽                       | 1        | 1        | 0        | +1   |
| 保木卓朗 永原和可那                                 | 1        | 1        | 0        | +1   |
| 本·莱恩 杰西卡·皮尤                                 | 1        | 1        | 0        | +1   |
| 哈菲兹·费萨尔 格罗里亚·埃马努埃莱·维德佳佳          | 1        | 1        | 0        | +1   |
| 里诺夫·里瓦尔迪 皮塔·哈宁泰亚斯·门塔里              | 1        | 1        | 0        | +1   |
| 王齊麟 程琪雅                                       | 1        | 1        | 0        | +1   |

## 外部連結
- 蔡侑玎在世界羽球聯盟的登錄資料
- 蔡侑玎的Instagram帳戶